# Aripleri-Passage
Die Aripleri-Passage (bulgarisch проток Ариплери protok Aripleri) ist eine 1,77 km breite Meerenge im Norden der Antarktischen Halbinsel. Im Prinz-Gustav-Kanal verläuft sie zwischen der Yatrus Promontory an der Südküste der Trinity-Halbinsel und Eagle Island.
Die bulgarische Kommission für Antarktische Geographische Namen benannte sie 2010 nach der mittelalterlichen Festungsanlage Aripleri im Südosten Bulgariens.